# Jahannam
Jahannam (arabiska: جهنم) är det islamiska konceptet av helvetet. Många föreställningar finns i den islamiska idévärlden beträffande människans liv efter döden. Människan som är  en sammansatt varelse, av kött, själ och ande skall efter döden på ena eller andra sättet stå till svars inför Gud och antingen komma till himlen-lustgården (jannah) eller helvetet (jahannam, helveteselden an-nar).
Dit kommer de gudlösa, och där skall de förbli i evig tid utan någon läskande förfriskning eller någon dryck utom skållhett vatten och stinkande förruttnelsevätska. (Koranen 78:21 ff.)
De fördömdas pina beskrivs som en brinnande eld. Sju portar för in i helvetet som består av sju koncentriska cirklar som bildar en slags krater. I den lägsta och sista våningen finns ett träd, Zaqqum, med rötterna i helvetets botten och dess frukter liknar djävulshuvuden. De klassiska filosoferna, som Mohammad Ghazali, har tolkat detta och tillhörande koranverser symboliskt som att det är fråga om förtappelse och straff.
Carl Brockelmann skrev att det förutom de kval som förorsakas av eldsglöden har missdådarna enligt Muhammed ännu många hemska lidanden att vänta. Dock har han ingen sådan systematisk avvägning av straffen som möter oss i judiska och kristna helvetesfantasier. Paradisets källa motsvaras i helvetet av en het, stinkande brunn, vars innehåll sliter sönder de törstandes inälvor. I stället för frukter räcker man dem en illaluktande ört som inte stillar hungern. Denna ersattes senare av Zaqqum. På andra ställen utmålas helvetet som en tortyrkammare med halsjärn och kedjor som hanteras av 19 helvetesvakter under ledning av sin kapten. Till de kroppsliga plågorna kommer även själskval, självanklagelser, förbannelser och fruktlösa böner om befrielse.
Den vanliga uppfattningen bland muslimer är att varaktigheten i helvetet är tillfällig för muslimer men inte för andra. Detta kombinerar i jahannam två begrepp: ett evigt helvete (för icke-troende) och en plats (en "yttre nivå" av helvetet kallades ibland al-barrāniyya), liknar den kristna katolska idén om skärselden (för troende som så småningom är avsedda till himlen efter straff för sina synder).
Ibn Taymiyya (d.1328) argumenterade för en begränsad vistelse i helvetet för alla i det, baserat på Koranen och Guds egenskap av barmhärtighet. Idén om "helvetets undergång" (ibn Taymiyya, jemeniten ibn al-Wazir (d.1436) innebar (eller åtminstone innebar för dessa muslimska lärda) att Gud skulle tillhandahålla "universell frälsning även för icke-muslimer". På senare tid har idén om "helvetets undergång" fått stöd av Rashīd Riḍā (d. 1936), İzmirli Ismail Hakkı (d. 1946) och Yūsuf al-Qarādāwī (d. 2022).